# 薔薇與太陽
《薔薇與太陽》（日语：薔薇と太陽）是日本二人組合近畿小子的第36張單曲，於2016年7月20日由傑尼斯娛樂唱片公司發行。

## 概要
- 近畿小子即將於2017年邁入出道20週年，而此作《薔薇與太陽》正是邁入20週年的第一彈作品！主打曲〈薔薇與太陽〉請到「THE YELLOW MONKEY」的吉井和哉擔任作曲，雙方有着截然不同的風格相互衝突、融合，合作完成了這一首歷史性的名曲！以搖滾為基調，充滿年代感的曲風由近畿小子完美詮釋！此次封面则是由日本知名演員齋藤工所拍攝，單色調的呈現方式更顯現出復古風情。
- 同時推出初回版A、初回版B、普通版，封面各有所不同。
- 初回版A為CD+DVD。DVD中收錄〈薔薇與太陽〉之音樂錄影帶、拍攝花絮以及不同拍攝角度的type K（光一）& type T（剛）音樂錄影帶。
- 初回版B為CD+DVD。〈Unlock Baby〉僅收錄於初回版B之CD中；DVD中收錄「牛與鬥牛士」特別影像，搞笑對談內容長達13分鐘，絕不可錯過！
- 普通版為CD ONLY，追加收錄〈Fall Dance〉和〈之所以有現在的我〉兩首歌曲。
- 本單曲延續紀錄，成為自出道以來新入Oricon銷量榜即奪取週間第一位的連續第36張單曲。初動共19.3萬張。

## 收錄歌曲

### 初回版A
1. 薔薇與太陽（薔薇と太陽）
  - 作詞：吉井和哉
  - 作曲：吉井和哉
  - 編曲：船山基紀
2. 薔薇與太陽 -Backing Track-

#### DVD
1. 薔薇與太陽 Music Clip & Making
2. 薔薇與太陽 type K
3. 薔薇與太陽 type T

### 初回版B
1. 薔薇與太陽
2. Unlock Baby
  - 作詞：小出祐介
  - 作曲：Noh Hyun / Won Young Heon / Kim Tae Wan
  - 編曲：CHOKKAKU

#### DVD
1. 牛與鬥牛士

### 通常版
1. 薔薇與太陽
2. Fall Dance
  - 作詞：成海カズト
  - 作曲：成海カズト
  - 編曲：成海カズト、長田直之
3. 之所以有現在的我(今の僕がある理由)
  - 作詞：canna
  - 作曲：canna
  - 編曲：sugarbeans

## 外部連結
- 薔薇と太陽 - KinKi Kids (Johnny's Net) （页面存档备份，存于）
- 薔薇と太陽 - KinKi Kids (Johnny's Entertainment) （页面存档备份，存于）